# Miguel Solans Soteras
Miguel Solans Soteras ( Zaragoza, 4 de diciembre de 1944) es un abogado y político español, militante del PSC .

## Biografía
Solans Soteras se licenció en Derecho por la Universidad de Zaragoza en 1967 y se estableció en Barcelona. En la capital catalana compaginó el trabajo con un máster en dirección de empresas en ESADE, además de otros cursos en el Centro de Estudios Fiscales y Tributarios de Barcelona.
En verano de 1975 ingresó en Convergència Socialista de Catalunya y participó en el nacimiento del PSC en 1977. Fue miembro del Consejo Asesor de RTVE en Cataluña y tras la victoria socialista en las elecciones generales de 1982 el secretario general del PSC Joan Reventós lo propuso para el cargo de gobernador civil de la provincia de Gerona, cargo que ocupó desde diciembre de 1982 hasta septiembre de 1985, cuando fue nombrado delegado del gobierno para el Plan Nacional contra la Droga. En noviembre de 1992 fue nombrado Delegado del Gobierno en la Comunidad de Madrid. El 4 de agosto de 1993 fue nombrado Delegado del Gobierno en Cataluña. Ocupó el cargo hasta mayo de 1996, tras la victoria de José María Aznar en las Elecciones generales de 1996.